# Азильта
Азильта (цез. Азкьо)— село в Цунтинском районе Республики Дагестан. Входит в состав муниципального образования сельсовет Шауринский.

## География
Находится в 24 км к северу от с. Цунта.

## История
Ликвидировано в 1944 г., население переселено в Веденский район, восстановлено в 1957 г.

## Население
| 1888 | 1895 | 1926 | 1939 | 1970 | 1989 | 2002 |
| ---- | ---- | ---- | ---- | ---- | ---- | ---- |
| 78   | ↗86  | ↘21  | ↗108 | ↘59  | ↗102 | ↗109 |
| 2010 | 2021 |      |      |      |      |      |
| ↗248 | ↘58  |      |      |      |      |      |

По данным Всероссийской переписи населения 2010 года — моноэтническое дидойское село.